# اوبایاشی

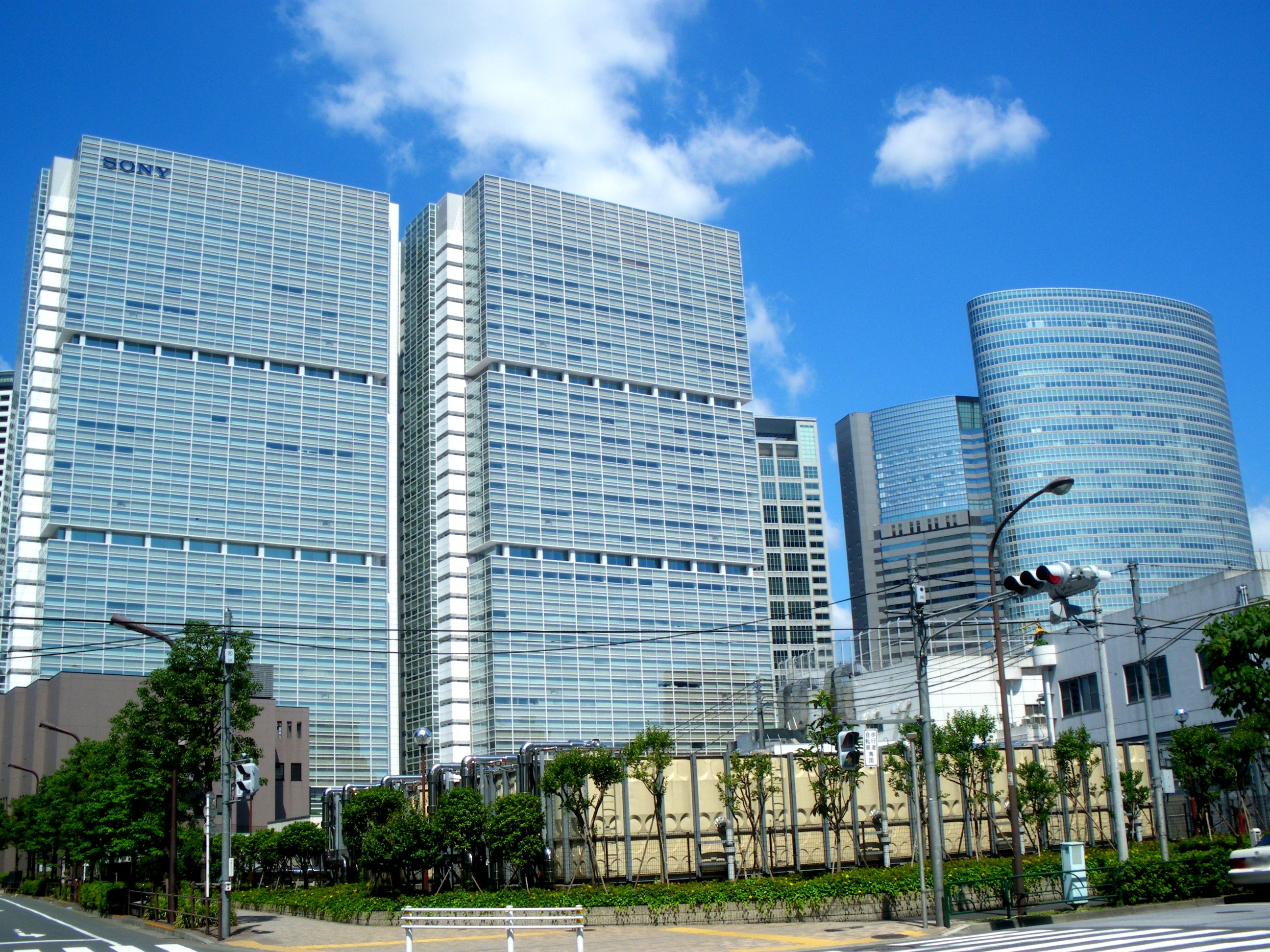
ساختمان دفتر مرکزی اوبایاشی، در میناتو، توکیو

اوبایاشی (به ژاپنی: 株式会社大林組) شرکت املاک و مستغلات ژاپنی است، که در زمینه مهندسی، معماری، طراحی و ساخت‌وساز زیرساخت‌های شهری، کارخانجات و واحدهای صنعتی، استادیوم‌های ورزشی، ساختمان‌های مسکونی، اداری و تجاری فعالیت می‌کند. 
شرکت اوبایاشی در سال ۱۸۹۲ توسط یوشیگورو اوبایاشی در شهر اوساکا تأسیس شد و در حال حاضر دارای ۸۶ شرکت تابعه و ۲۶ شرکت فرعی در خاورمیانه، آسیا، اروپا، آمریکای شمالی و استرالیا می‌باشد.
دفتر مرکزی این شرکت در شهر میناتو، توکیو، ژاپن قرار دارد و بخشی ازسهام آن در بازارهای بورس فوکوکا، بورس اوساکا و بورس توکیو معامله می‌شود. مستر تراست بانک با ۷٫۳۰٪ درصد و نیپون لایف با ۲٫۹۹٪ درصد از سهام شرکت اوبایاشی، سهام‌داران اصلی آن به‌شمار می‌آیند.
از پروژه‌های انجام شده توسط اوبایاشی می‌توان به: توکیو برودکاستینگ سیستم، روپونگی هیلز، توکیو اسکای تری، ورزشگاه استرالیا، متروی دبی، قلعه اوساکا، فرودگاه کوبه، پل آکاشی کای کیو، ایستگاه توکیو و ورزشگاه خانگی کوبه اشاره کرد.